# Gollmitz (Calau)
Gollmitz, niedersorbisch Chańc, ist ein Ortsteil der Stadt Calau im südbrandenburgischen Landkreis Oberspreewald-Lausitz.

## Geografie
Gollmitz liegt in der Niederlausitz im Naturpark Niederlausitzer Landrücken nordwestlich des Lausitzer Grenzwalls. Nordwestlich des Ortes liegt der Calauer Ortsteil Craupe mit Schrakau und Radensdorf sowie im Nordosten Kemmen mit Schadewitz und Säritz. Weiter in nordöstlicher Richtung ist die Stadt Calau situiert. Östlich folgt der Gollmitzer Gemeindeteil Settinchen. Südöstlich befindet sich die Gemeinde Bronkow und im Süden ihr Gemeindeteil Rutzkau. Im Südwesten liegt die Stadt Finsterwalde, die zum Landkreis Elbe-Elster gehört.

## Geschichte

### Ortsgeschichte
Angelegt wurde der Ort als wendischer Rundling. Der Ortsname leitet sich vom altslawischen cholm ab, was Hügel oder Berg bedeutet. Der 157,9 Meter hohe Brautberg im Lausitzer Grenzwall ist mit dem diesen Hügel gemeint. Man vermutet, dass sich zu slawischen Zeiten – bevor die Deutschen im 11./12. Jahrhundert in Gollmitz zu siedeln begannen – auf dem Brautberg ein Heiligtum für die slawische Göttin Schiwa befand.
Als zum Schloss und Gut Drehna gehörendes Rittergütchen Gollmitz wurde der Ort 1566 erstmals im Luckauer Kopiar des Statthalterarchivs von Prag erwähnt. Im Laufe der folgenden Jahre entwickelte sich das Gut zum Erblehnsgutbesitz unter mehrmals wechselnder adliger Herrschaft, die das Gut nicht selten aus finanziellen Gründen verkaufen musste. An ihren Gutsherrn gebunden, hatten die bäuerliche Bevölkerung auch in Gollmitz keinen leichten Stand.
Gollmitz hat zwei größere Wachstumsschübe erfahren. Der erste datiert auf die Mitte des 19. Jahrhunderts, in der die Anzahl der Bevölkerung allmählich wuchs. Insbesondere zur Zeit der Fertigstellung der Bahnlinie war ein Aufschwung zu verzeichnen. Arbeit war in der ortseigenen Schmiede, der Windmühle und der Ziegelei vorhanden. Zwischen dem ersten und dem Zweiten Weltkrieg gab es eine erneute Dorferweiterung, die mit einem regelrechten Bauboom einherging.
Am 31. Dezember 2001 wurde Gollmitz gemeinsam mit Buckow, Craupe, Groß Jehser und Zinnitz in die Stadt Calau eingegliedert. Bis 1952 gehörte Gollmitz zum Landkreis Luckau, anschließend zu Calau und seit der Kreisreform in Brandenburg im Jahr 1993 zum Landkreis Oberspreewald-Lausitz.

### Sagen und Legenden
Der Ortssage nach musste jede Braut der Göttin Schiwa zu Ehren noch vor der Hochzeit einen Tanz um den Gollmitzer Hügel ausführen; daher auch dessen Name Brautberg.
Einer Legende zufolge soll der Teufel im Zuge der Christianisierung, die von den deutschen Siedlern in Gang gesetzt worden ist, den Brautberg als Abwurfstelle von steinernen Wurfgeschossen genutzt haben, um damit die Kirchtürme von Calau und Buckow zu zerstören. Aus mangelnder Kraft verfehlte er jedoch seine Ziele: So erklärt diese Sage die Existenz der sogenannten Teufelssteine, die als mächtige Findlinge verstreut in den umliegenden Wäldern nahe Kemmen, Schadewitz und Mallenchen zu finden sind.

### Einwohnerentwicklung
| Einwohnerentwicklung in Gollmitz von 1875 bis 2000 | Einwohnerentwicklung in Gollmitz von 1875 bis 2000 | Einwohnerentwicklung in Gollmitz von 1875 bis 2000 | Einwohnerentwicklung in Gollmitz von 1875 bis 2000 | Einwohnerentwicklung in Gollmitz von 1875 bis 2000 | Einwohnerentwicklung in Gollmitz von 1875 bis 2000 | Einwohnerentwicklung in Gollmitz von 1875 bis 2000 | Einwohnerentwicklung in Gollmitz von 1875 bis 2000 | Einwohnerentwicklung in Gollmitz von 1875 bis 2000 | Einwohnerentwicklung in Gollmitz von 1875 bis 2000 | Einwohnerentwicklung in Gollmitz von 1875 bis 2000 | Einwohnerentwicklung in Gollmitz von 1875 bis 2000 |
| Jahr                                               | Einwohner                                          | Jahr                                               | Einwohner                                          | Jahr                                               | Einwohner                                          | Jahr                                               | Einwohner                                          | Jahr                                               | Einwohner                                          | Jahr                                               | Einwohner                                          |
| -------------------------------------------------- | -------------------------------------------------- | -------------------------------------------------- | -------------------------------------------------- | -------------------------------------------------- | -------------------------------------------------- | -------------------------------------------------- | -------------------------------------------------- | -------------------------------------------------- | -------------------------------------------------- | -------------------------------------------------- | -------------------------------------------------- |
| 1875                                               | 225                                                | 1933                                               | 333                                                | 1964                                               | 404                                                | 1989                                               | 270                                                | 1993                                               | 253                                                | 1997                                               | 254                                                |
| 1890                                               | 245                                                | 1939                                               | 438                                                | 1971                                               | 394                                                | 1990                                               | 260                                                | 1994                                               | 246                                                | 1998                                               | 251                                                |
| 1910                                               | 259                                                | 1946                                               | 433                                                | 1981                                               | 293                                                | 1991                                               | 250                                                | 1995                                               | 252                                                | 1999                                               | 232                                                |
| 1925                                               | 278                                                | 1950                                               | 452                                                | 1985                                               | 285                                                | 1992                                               | 255                                                | 1996                                               | 252                                                | 2000                                               | 240                                                |

## Kultur und Sehenswürdigkeiten

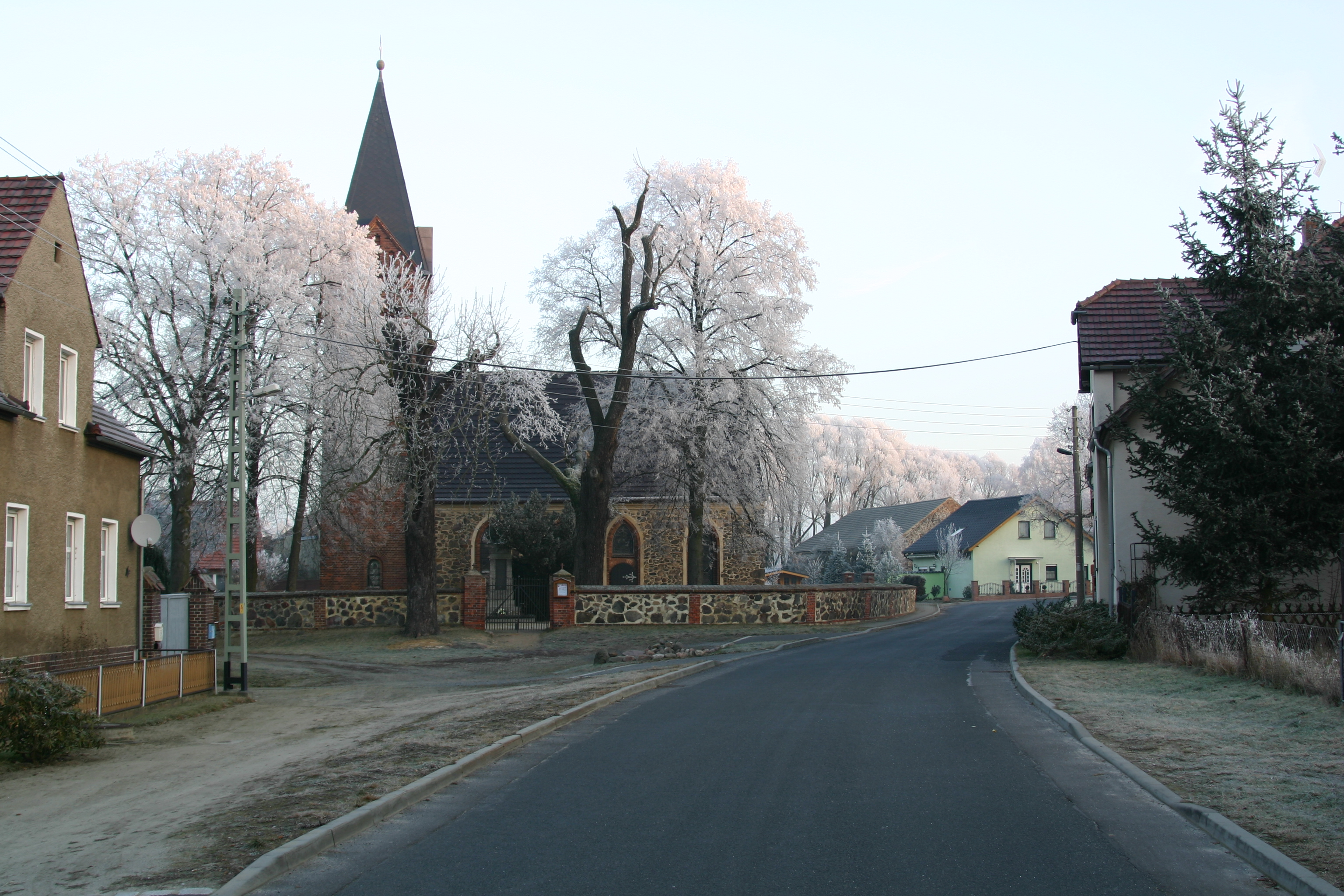
Gollmitz – Dorfkirche im Winter 2007

Die Gollmitzer Dorfkirche gehört zu den Baudenkmalen in Calau. Das Kirchenschiff ist ein mittelalterlicher Findlingsbau aus behauenen Feldsteinen. Im Jahr 1901 wurde ein Backsteinturm im neugotischen Stil angebaut. Die Kanzel und den Altar schuf der Calauer Künstler und Tischler Georg Wolschke 1704 im Auftrag der Erb- und Lehnsherrin Maria Möller, die beides der Kirche stiftete.

## Wirtschaft und Infrastruktur
Der Ort verfügt über einen Bahnhof der Kategorie 6 und liegt westlich der Bundesautobahn 13. Mit dem Bau der Bahnstrecke von Cottbus nach Falkenberg/Elster 1871, die später zur Bahnstrecke Halle–Cottbus erweitert wurde, entstanden in Gollmitz unter anderem ein Sägewerk und eine Molkerei, die ihren Betrieb jedoch inzwischen wieder eingestellt haben. Heute gibt es im Ort nur noch ein Metallbauunternehmen.